# Kathryn Tucker Windham
Kathryn Tucker Windham (geboren als Kathryn Tucker; * 2. Juni 1918 in Selma, Alabama; † 12. Juni 2011 ebenda) war eine US-amerikanische Journalistin und Erzählerin, die in ihren Erzählungen über die Südstaaten der USA die Folklore des Südens, bukolische Dichtung, Erinnerungen, Rezepte sowie Gespenstergeschichten verwob und als eine der bedeutendsten Schriftstellerinnen Alabamas gilt.

## Leben
Kathryn Tucker verbrachte ihre Kindheit in Thomasville und bereits während ihrer Kindheit war sie durch die Geschichten ihres Vaters geprägt, der als begnadeter Geschichtenerzähler Familiengeschichten, seltsame Geschichten und die Macken der Natur miteinander verband. Im Alter von zwölf Jahren begann sie 1930 mit dem Verfassen von Filmkritiken für die lokale Tageszeitung The Thomasville Times. Nach dem Schulbesuch studierte die Tochter eines Bankiers am Huntingdon College in Alabama, das sie 1939 abschloss.
Nach dem Abschluss des Huntingdon College war sie als Polizeireporterin bei The Alabama Journal in Montgomery, ehe sie 1943 als Journalistin zur Tageszeitung The Birmingham News wechselte und dort den Reporter Amasa Windham kennenlernte, den sie 1946 heiratete.
Nach dem Tode ihres Ehemannes im Jahr 1956 widmete sie sich zunehmend der Schriftstellerei und erzählte dabei oftmals einfache, selbst erlebte Gedanken und Geschichten wie zum Beispiel, warum sie immer eine Pause einlegte, bis ein Bussard mit seinen Flügeln schlug: „Weil jederman weiß, dass es wirklich Pech ist, wenn du einen Bussard siehst - etwas Schreckliches wird dir passieren, es sei denn, er schlägt wieder mit den Flügeln.“ (‚’Cause everybody knows that if you see one buzzard, it’s real bad luck — something awful is going to happen to you unless he flaps his wings.‘) oder von dem, was sie die falsche Dämmerung (‚false dawn‘) nannte, wenn beim ersten Glitzern des Tages, wenn die Vögel einen Sumpf mit kakophonischem Chorgesang belagern und dann bis zum wirklichen Sonnenaufgang schweigen. Vor allem erzählte sie aber gerne Gespenstergeschichten.
Insgesamt verfasste Kathryn Tucker Windham 26 Bücher. Sechs ihrer Bücher basierten auf ihren bei Reisen durch Alabama, Mississippi, Tennessee und Georgia gesammelten Gespenstergeschichten. In 13 Alabama Ghosts and Jeffrey (1969) erzählte sie beispielsweise von der Roten Dame vom Huntingdon College (‚Red Lady of Huntingdon College‘), die nachts durch Pratt Hall in einem roten Kleid und unter einem Schirm schwebt, still, aber mit ihren Absätzen klappernd.
Sie erzählte in Alabama: One Big Front Porch (1975), einem ihrer bekanntesten Bücher, von der Hoop Snake, einer legendären Kreatur in den USA, Maultieren, Kaninchen, Fuchsjagden, Gärten und Ururgroßmüttern, die sie beim Durchwandern Alabamas traf.
In ihrem letzten Buch Spit, Scarey Ann & Sweat Bees (2009) beschrieb sie wiederum Kindheitserinnerungen, wie sie sich vor einem Kurzfühlerschrecken fürchtete, über die von ihr in einer Kiste verborgenen Holzpuppe, über den Tag als ihre Mutter sie beim Entzünden eines Streichholzes erwischte und die Begegnungen mit Sweat Bees, die auf Menschen landen und deren Schweiß saugen.
In einem bewusst gedehnten Slang der Südstaaten begann sie außerdem 1984 mit einer eigenen Radiosendung beim Alabama Public Radio und moderierte diese Sendung mit überwiegend eigenen Betrachtungen annähern zwanzig Jahre lang. Zwischen 1985 und 1987 wurden diese Kommentare auch in der Sendung All Things Considered des Radiosenders National Public Radio übertragen. Titel ihrer Kommentare waren zum Beispiel Grits Is a Singular Delicacy, Honeysuckle Blossoms Smell Wonderful und The Tree-Sitting Record of Clark County, 1930s. Ihr damaliger Produzent von All Things Considered, Art Silverman, sagte dabei über ihren Sprachstil:
„Ihre Pausen waren beinah so lang wie der Inhalt. Sie bremste uns ab, um uns wie in Zentralalabama zu fühlen.“ (‚Her pauses were almost as long as the content. She slowed us down to feel like we were in central Alabama.‘).
Auf dem Gelände des Alabama Southern Community College (ASCC) wurde anlässlich ihres 85. Geburtstages am 1. Juni 2003 das Kathryn Tucker Windham Museum eröffnet.

## Veröffentlichungen
- Treasured Alabama Recipes (1964)
- 13 Alabama Ghosts and Jeffrey (Mitautorin Margaret Gillis Figh, 1969)
- Jeffrey Introduces 13 More Southern Ghosts (1971)
- Treasured Tennessee Recipes (1972)
- Thirteen Georgia Ghosts and Jeffrey (1973)
- Treasured Georgia Recipes (1973)
- Exploring Alabama (1974)
- Thirteen Mississippi Ghosts and Jeffrey (1974)
- Alabama: One Big Front Porch (1975)
- Thirteen Tennessee Ghosts and Jeffrey (1977)
- The Ghost in the Sloss Furnaces (1978)
- Southern Cooking to Remember (1978)
- Cou nt Those Buzzards! Stamp Those Grey Mules (1979)
- Jeffrey's Latest Thirteen: More Alabama Ghosts (1982)
- A Serigamy of Stories (1988)
- Odd-Egg Editor (1990)
- A Sampling of Selma Stories (1991)
- The Autobiography of a Bell (1991)
- Twice-Blessed (1996)
- Bridal Wreath Bush (1999)
- Common Threads (mit Fotografien von Chip Cooper, 2000)
- It's Christmas (2002)
- Ernest's Gift (2004)
- Jeffrey's Favorite 13 Ghost Stories: From Alabama, Georgia, Tennessee, and Mississippi (2004)
- Spit, Scarey Ann, &  Sweat Bees: One Thing Leads to Another (2009)